# آدیتیا چوپرا
آدیتیا چوپرا کارگردان، تهیه‌کننده و فیلم‌نامه‌نویس اهل کشور هند است.وی همسر رانی موکرجی بازیگر مشهور سینمای هند است.

## فیلم‌شناسی (به عنوان کارگردان)
- داماد عاشق عروس را می‌برد -١٩٩٥
- محبت‌ها -٢٠٠٠
- مسابقه زندگی-۲۰۰۷
- خداوند زوج‌ها را می‌سازد -٢٠٠٨
- دعوت عشق _2013
- سوزن و نخ